# Biblioteca Hector Hodler
La Biblioteca Hector Hodler (en neerlandés: Hector Hodler Bibliotheek; en esperanto: Biblioteko Hector Hodler) es una de las bibliotecas más grandes en esperanto, cuenta con aproximadamente 30 000 libros, además de publicaciones periódicas, manuscritos, fotografías, música y otras colecciones. Ocupa tres salas en la oficina central de la Asociación Universal de Esperanto, en Róterdam, en los Países Bajos.
La biblioteca se originó en Suiza, cuando la Sociedad de Esperanto Suiza abrió una biblioteca en 1908. En 1912, la biblioteca pasó a Hector Hodler, el fundador de la Asociación Universal de Esperanto (UEA). Después de su muerte, y de la Segunda Guerra Mundial, en 1947, la biblioteca pasó a llamarse Biblioteca Hector Hodler en su honor. Junto con la mudanza de la sede de la asociación a Róterdam, la biblioteca se instaló allí en 1960.